# Manuel Blanco Encalada
Manuel Blanco Encalada (Buenos Aires, 21 de abril de 1790 — Santiago do Chile, 5 de setembro de 1876) foi um almirante Chileno e primeiro presidente do Chile, mesmo que de forma provisória.
Encalada foi filho do espanhol Lorenzo Blanco Cicerón e da chilena Mercedes Calvo de Encalada y Recabarren. Em 1807 incorporou-se a Marinha Espanhola como alferes e no ano seguinte foi designado ao posto naval de El Callao.
Em 1813 foi para o Chile onde se incorporou ao exército com o posto de Capitão. Lá se engajou na organização da primeira oficina de artilharia e venda de armas. Foi nomeado Chefe de Artilharia e serviu as ordens de Bernardo O'Higgins. Após o desastre de Rancagua se dirigiu a Mendoza, mas foi aprisionado pelos espanhóis e deportado a Juan Fernández, de onde foi resgatado em Março de 1817.
No regresso ao Chile, alistou-se no exército com a patente de Sargento-Mor. Combateu na Batalla de Maipú e em 5 de abril de 1818 foi promovido a Tenente-Coronel da Artilharia.
Enquanto organizava a primeira esquadra nacional, foi nomeado Comandante Geral de Marinha, colaborando com O'Higgins e Ignacio Zenteno na formação da esquadra. Em outubro de 1818, a esquadra finalmente estava formada, sendo composta pelos navios San Martín, Lautaro, Chacabuco e Araucano, com um total de 142 canhões e 1.200 homens.
Faleceu em 5 de setembro de 1876 em Santiago.

## Ministros de Estado
| Ministério                     | Nome                    |
| ------------------------------ | ----------------------- |
| Interior e Relações Exteriores | Ventura Blanco Encalada |
| Guerra e Marinha               | Tomás Obejero           |
| Fazenda                        | Manuel José Gandarillas |